# آنا ماریا بوچک
آنا ماریا بوچک (لهستانی: Anna Maria Buczek؛ زادهٔ ۲۵ مارس ۱۹۸۳) بازیگر اهل لهستان است.
از فیلم‌ها یا مجموعه‌های تلویزیونی که وی در آن‌ها نقش داشته‌است، می‌توان به کارگزار من، ۱۱ دقیقه، دوستان، ع چون عشق، در خیابان سپولنی، هتل ۵۲ و در خوشی و سختی اشاره نمود.